# Albaladejo del Cuende
Albaladejo del Cuende – gmina w Hiszpanii, w prowincji Cuenca, w Kastylii-La Mancha, o powierzchni 55,19 km². W 2011 roku gmina liczyła 322 mieszkańców.